# Will Hay
William Thomson Hay (6 de diciembre de 1888 – 18 de abril de 1949) fue un humorista, actor, director cinematográfico y astrónomo aficionado inglés. 
Hijo de William R. Hay y Elizabeth, nació en Stockton-on-Tees Inglaterra y en su niñez la familia se mudó a Suffolk.

## Carrera cinematográfica
Aunque estudió ingeniería y entró a trabajar en una empresa dedicada a la misma, a los 21 años abandonó la profesión para dedicarse a la interpretación. Tuvo una carrera cinematográfica relativamente breve, pues cuando rodó su primer film ya tenía más de cuarenta años y estaba dedicado al music hall. Su última interpretación para el cine llegó menos de una década después. Pero entre 1934 y 1943 fue prolífico en dicho medio y, en muchos de sus filmes los guiones se apoyaban en los números desarrollados por él en el teatro.
Trabajó para varios estudios cinematográficos británicos, como Elstree Studios, Gainsborough Pictures, y Estudios Ealing. El período con Gainsborough fue el de más éxito, particularmente cuando trabajaba con el equipo formado por el director Marcel Varnel, los guionistas Val Guest y Marriott Edgar, y los actores Moore Marriott y Graham Moffatt, como ocurrió con Oh, Mr Porter! (1937), su película más recordada. Tras romper su relación con Moffatt y Marrito, Hay ya no tuvo el mismo éxito. Actuó con Claude Hulbert como su compañero en The Ghost of St. Michael's (1941) y en My Learned Friend (1943), uno de sus mejores títulos. Otra de sus comedias fue The Goose Steps Out, de Ealing (1942), un efectivo slapstick de temática anti-nazi.

## Carrera radiofónica
La media hora semanal del Will Hay Programme empezó en agosto de 1944, y se radiaba en directo desde el Paris Cinema. Entre los actores que participaban en el programa se encontraban Charles Hawtrey y John Clark. La serie duró unos cuatro meses, y fue prematuramente cancelada debido, probablemente, a una disputa con la BBC acerca de los guiones. Sin embargo continuó representándose en el music hall, en el Teatro londinense Victoria Palace.
El reparto se reunió una última vez el 4 de mayo de 1945 en una función privada para la Familia Real Británica, así como para diversas autoridades militares, celebrada en el cuartel del Regimiento Life Guards en Windsor (Inglaterra). La guerra acabó cuatro días después. Ésta fue la última actuación de Will Hay antes de enfermar.

## Vida privada
Además de su trabajo como humorista, Hay fue un dedicado y respetado astrónomo aficionado. Tenía un observatorio personal en su jardín en Mill Hill, con la cúpula visible desde Hendon Road. Llegó a ser miembro de la Royal Astronomical Society en 1932, y destacó por su descubrimiento de una mancha blanca en el planeta Saturno en 1933. La mancha duró unos meses y después desapareció. También midió las posiciones de diferentes cometas con un micrómetro construido por él mismo, además de diseñar y fabricar otros aparatos. También escribió el libro Through My Telescope en 1935. Tras su muerte, sus telescopios fueron legados al University College de Londres, y todavía están en uso dedicados a la enseñanza.
Así mismo fue unos de los primeros pilotos privados británicos, y llegó a dar lecciones de vuelo a Amy Johnson. Era políglota, y antes de dedicarse enteramente a la actuación fue traductor, con un fluido francés, alemán, latín, italiano, noruego y afrikáans.
Se casó con Gladys Perkins en 1907 pero se separaron el 18 de noviembre de 1935. Tuvieron dos hijas y un hijo, Gladys Elspeth Hay (1909), William E. Hay (1913), Joan A. Hay (1917).
En 1947 sufrió un accidente cerebrovascular que le dejó secuelas importantes. Falleció en su domicilio en Londres, Inglaterra, tras un nuevo ictus en 1949, y fue enterrado en el Cementerio Streatham Park de Londres SW16.

## Filmografía
- Know Your Apples (1933) (Corto perdido)
- Those Were The Days (1934)
- Radio Parade of 1935 (1934)
- Dandy Dick (1935)
- Boys Will Be Boys (1935)
- Windbag the Sailor (1936)
- Where There's a Will (1936)
- Oh, Mr. Porter! (1937)
- Good Morning, Boys (1937)
- Hey! Hey! USA! (1938)
- Old Bones of the River (1938)
- Ask A Policeman (1939)
- Convict 99 (1939)
- The Big Blockade (1940)
- Where's That Fire? (1940)
- The Ghost of St. Michael's (1941)
- Go to Blazes (1942)
- The Goose Steps Out (1942)
- The Black Sheep of Whitehall (1942)
- My Learned Friend (1943)